# The Best Smooth Jazz... Ever! Vol.3
The Best Smooth Jazz... Ever! Vol.3 – czwarta składanka z popularnej serii „The Best... Ever!”. Jest to jednocześnie trzecia część cyklu składanek jazzowych.
Album w Polsce uzyskał status poczwórnej platynowej płyty.

## Lista utworów

### CD 1
1. Nat King Cole – „L -O –V -E”
2. Fred Astaire – „Cheek To Cheek”
3. Vikki Carr – „Can’t Take My Eyes Off You”
4. Kay Starr – „Crazy”
5. Ronnie Hilton – „Magic Moments”
6. Julie London – „Love Letters”
7. Dinah Shore – „I’ve Got You Under My Skin”
8. Helen Reddy – „And I Love You So”
9. Dick Haymes – „The More I See You”
10. Helen Shapiro – „Little Miss Lonely”
11. Dakota Staton – „Dedicated To You”
12. Alma Cogan – „When I Fall In Love”
13. Peggy Lee – „The Folks Who Live On The Hill”
14. Dean Martin – „Kiss”
15. Stanley Turrentine – „What The World Needs Now Is Love”

### CD 2
1. Louis Prima – „When You’re Smiling (The Whole World Smiles With You)”/„The Sheik Of Araby”
2. Shirley Bassey – „Kiss Me, Honey Honey, Kiss Me”
3. Peggy Lee – „Somethin’ Stupid”
4. Alma Cogan – „Dreamboat”
5. Ruthie Henshall – „All That Jazz”
6. Gordon Macrae – „You’re The Cream In My Coffee”
7. Bobby Darin – „A Nightingale Sang In Berkeley Square”
8. Judy Garland – „Zing! Went The Strings Of My Heart”
9. Lex Baxter – „Poor People Of Paris”
10. Dinah Washington – „You’re Nobody 'Til Somebody Loves You”
11. Tina Turner – „Night Time Is The Right Time”
12. The Ron Goodwin Orchestra – „I Say A Little Prayer”
13. Nancy Wilson – „And I Love Him”
14. Nat King Cole – „On The Street Where You Live”
15. Kay Starr – „Baby Won’t You Please Come Home”
16. Vikki Carr – „You Don’t Have To Say You Love Me”
17. Matt Monro – „I Love You Because”

### CD 3
1. Dean Martin – „Memories Are Made Of This”
2. Julie London – „Diamonds Are A Girl’s Best Friend”
3. Peggy Lee – „A Taste Of Honey”
4. Louis Prima – „Just A Gigolo”
5. Sarah Vaughan – „Ev’ry Time We Say Goodbye”
6. Nancy Wilson – „The Very Thought Of You”
7. Dinah Shore – „It Had To Be You”
8. Nat King Cole – „Mona Lisa”
9. Mel Tormé – „Careless Hands”
10. Danny Williams – „Portrait Of My Love”
11. Ella Fitzgerald – „It’s Only Love”
12. Stanley Turrentine – „Little Girl Blue”
13. Keri Noble – „Falling”
14. Joss Stone – „For The Love Of You”
15. Soyka – „Somebody”

### CD 4
1. Blue Café – „Kontrabas”
2. Flabby – „Miss You All The Time (Parole Parole)”
3. Gabin – „The Thousand and One Nights”
4. Keri Noble – „Look At Me”
5. Lee Morgan – „Ill Wind”
6. Julie London – „I Got It Bad (And That Ain’t Good)”
7. Nancy Wilson – „Wives And Lovers”
8. Nat King Cole – „Tenderly”
9. Keely Smith – „Someone To Watch Over Me”
10. Eartha Kitt – „Moon River”
11. Dianne Reeves – „Smile”
12. Peggy Lee – „Boy From Ipanema”
13. Kanał Audytywny – „Radiowa piosenka o niczym”
14. Vic Damone – „Tonight”
15. Matt Monro – „On Days Like These (Italian Job Theme)”
16. Irma Thomas – „Times Is On My Side”